# Fortín de Lobos

Partido de Lobos

El Fortín de Lobos o de San Pedro de los Lobos, fue un puesto fortificado que integró la línea de defensa del territorio de Buenos Aires en su frontera con el indio. Ubicado en el actual Partido de Lobos dio origen a su cabecera, la ciudad de Lobos.

## Antecedentes
Hacia 1735 las invasiones de pampas, aucas chilenos y serranos comenzaron a ser más frecuentes y las expediciones resultaban ineficaces pues los indios ganaban rápidamente el desierto y las fuerzas que los perseguían iban mal montadas y pertrechadas, desconociendo el territorio pampeano.
Tras los grandes malones de 1740 (Luján y Matanza) y 1741 (Luján) se firmó un tratado con el cacique Cangapol para asegurar la frontera establecida en el río Salado (Buenos Aires), pero era una solución provisoria: el 28 de julio de 1744 200 pehuenches chilenos atacaron Cañada de la Cruz y Luján. El maestre de campo Cristóbal Cabral salió a perseguirlos, matando 70 indígenas.
El 26 de septiembre de ese año, el Cabildo de Buenos Aires aprobó un proyecto presentado por Julio de Eguía para aumentar el número de fortines que serían cubiertos por milicianos pagados a ración, pero no especificaba sus ubicaciones.
Nada se hizo y al año siguiente el maestre de campo Juan de San Martín y Gutiérrez desplegó milicianos en los puntos más favorables de cada partido de la frontera, fundando en 1745 la Guardia del Zanjón (en el pago de Magdalena), un asentamiento en el pago de Las Conchas y otro en los pagos de la Matanza (Guardia Puesto de López) al que se agregaría luego el Fuerte de Pergamino (1749). En partidas de no más de 8 milicianos por turnos semanales avanzaban a descubierta 10 o más leguas al sur de su acantonamiento y permanecían una semana manteniéndose sobre el terreno y batiendo su sector para prevenir incursiones. 
Años después la práctica continuaba de manera similar y en 1796 el capitán de navío Félix de Azara en su reconocimiento de las Guardias y Fortines de la Frontera relataría:"El servicio impuesto á los blandengues por su fundador toca en inhumano y no llena el fin el que hacen hoy participa de los mismos inconvenientes y es este: De cada fuerte y de cada fortín salen 8 blandengues ó milicianos con su cabo dirigiéndose 10 ó mas leguas al S y, no siendo lícito llevar tiendas ni equipages, se ven en la dura precisión de subsistir de lo que da el campo, de sufrir la intemperie 8 días que es el término que se les da para regresar. Inmediatamente sale otra partida igual y así turna todo el año. La experiencia ha hecho ver siempre que cuando los indios resuelven un insulto espian oportunamente una de dichas partidas por la tarde y la cortan con facilidad, poniéndose de noche tras de ella para matarla por la madrugada infaliblemente. Hecho este lance, irremediablemente se introducen entre dos fuertes, hallan en pocas horas nuestras estancias y arreando el ganado en el mismo día ó la noche siguiente, salen de la frontera sin ser sentidos, porque los que están en los fuertes no pueden saber lo sucedido fuera, ni si entraron los indios, y viven tranquilos sabiendo que hay una partida exploradora en su frente."
Para 1750 la dura vida, la falta de pago, armamento y víveres había hecho desertar a los milicianos y la frontera quedaba nuevamente desguarnecida.
Aprovechando la situación, Cangapol y el cacique Felipe Yahati pusieron fin al tratado de paz y destruyeron las misiones jesuitas de Nuestra Señora de los Desamparados y Nuestra Señora de la Concepción. En agosto los serranos atacaron el Zanjón y Magdalena y en abril y agosto de 1751 los serranos atacaron Pergamino (Buenos Aires) y en diciembre Magdalena.

## Fortín de Lobos
Durante dos años se habían sucedido constantes malones sobre la frontera, dividida entonces en tres zonas, Salto, Luján y Magdalena. La situación era percibida por el Cabildo como grave. En 1752 levantaba un expediente solicitando "que se tomen providencias eficaces para castigar los insultos de los indios enemigos, que casi diariamente están ejecutando robo de las haciendas y muertes de sus dueños" citando como ejemplo el asesinato del cura y el incendio de la capilla de Pergamino por parte de "los infieles". El escrito afirma seguidamente que la adopción de medidas "camina con lentitud" y cuestiona la presencia de tropas de la Ciudad en las Víboras y Montevideo siendo necesarias con urgencia para responder a los malones. Otro expediente de ese año es caratulado: "Expediente de declaraciones recibidas a pedimiento del Síndico Procurador de la Ciudad, sobre los notorios robos, muertes, cautiverios y otros insultos, que han perpetrado los indios pampas y serranos, después que se recibió la última información sobre el mismo particular". 
Respecto de los gastos, en enero de 1752 el Cabildo pretendió crear el Ramo de Guerra para solventar los gastos, lo que no fue aceptado en ese momento, pero la cuestión seguía siendo problemática. En los expedientes mencionados, el maestre de Campo de las Milicias Juan de San Martín aclaraba que para la defensa de Arrecifes y Pergamino el teniente coronel Juan Francisco Basurco había venido pagando a su costa al Maestre de Campo y a entre 80 y 100 hombres desde hacia 7 u 8 años.
El Cabildo proponía la creación en cada uno de esos tres puntos de "un Fuerte y dar providencias para el alojamiento de la gente y para una Capilla y vivienda contigua para un religioso […] y para mejor establecimiento del asiento y población en los parajes expresados y gastos que en ellos se ocasionen se nombran tres diputados para cada una el suyo".
El plan implicaba de hecho un avance de la línea de fronteras militares, siguiendo el avance de hecho de la población de campaña y permitiendo dejar territorio a retaguardia. Los fuertes se ubicarían uno sobre las nacientes del río Salto, que se convertiría en avanzada del fuerte de Arrecifes, en Laguna Brava (Guardia de Luján o Fuerte San José de Luján, actual Mercedes) como puesto avanzado del fuerte de Luján y en la laguna de Lobos.
La elección de este último punto respondía a la solicitud de los responsables de la defensa de Magdalena y la Matanza quienes ante el reciente ataque pidieron al Cabildo que se levantara un fuerte en la cercanía de la laguna, ya que era utilizada como aguada y lugar de descanso de los malones que asolaban la región. 
El 8 de septiembre de 1752 se conformó para ser destinada a Lobos la compañía de Blandengues La Atrevida, al mando del capitán Juan Blas Gago.
Sin embargo el acuerdo del Cabildo del 17 de marzo de 1752 fue pronto dejado de lado y se optó por la ubicación del viejo asentamiento del Zanjón, fundado por San Martín, el cual cubría la zona de las tolderías del cacique Bravo, cuya tribu estaba pacificada y requería tanto control como protección. Por otra parte el asentamiento de Lobos había sido arrasado por un malón junto con la reducción jesuítica de Concepción de los Pampas, por todo lo cual finalmente se levantó el Fuerte de San Martín en el Zanjón, a unas 36 leguas del de Luján.
En 1758 un reconocimiento de la frontera efectuado por el capitán de Dragones Lázaro de Medieta señaló la conveniencia de construir nuevos puntos de avanzada en Las Conchas, Matanza, Magdalena y Lobos, pero aún 20 años después dichas avanzadas eran solo "ranchos cubiertos" o barracas en el mejor de los casos.
En 1768 por Real Cédula, se dispuso la creación de varios puntos de defensa entre ellos el de “Lobos”, al no concretarse, siguió bajo la vigilancia de las partidas que salían del “Zanjon” de “Samborombon” y de “Monte”.- 

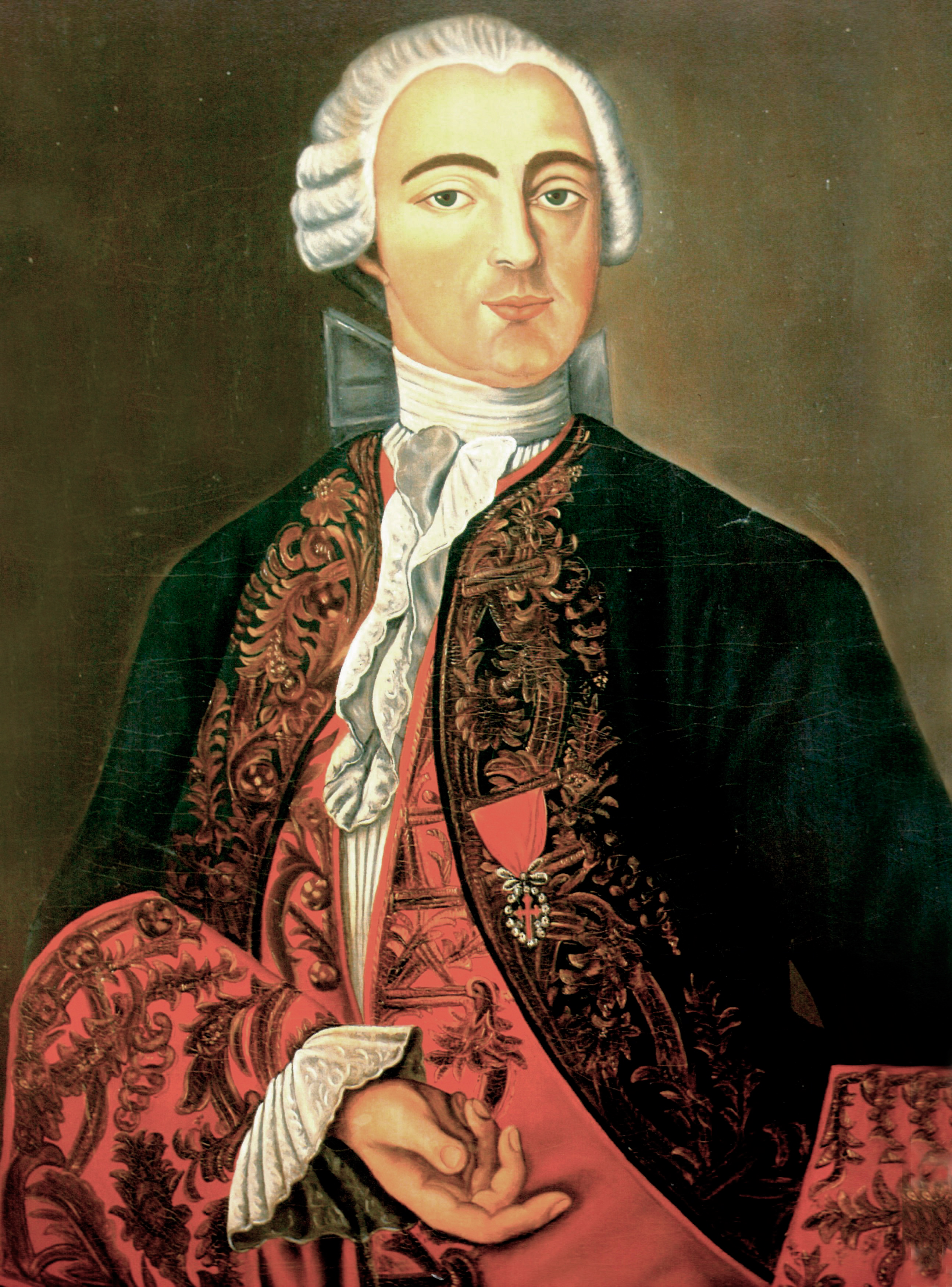
Pedro de Cevallos.

Después de una fuerte invasión realizada en enero de 1777, Pedro de Cevallos quien asumía el gobierno del nuevo Virreinato del Río de la Plata, envió instrucciones al Cabildo para que estableciera guardias en lugares estratégicos para poner inmediato remedio a las invasiones de los indios. El 2 de julio de 1777 se reunió a esos efectos el Cabildo. El maestre de campo Manuel Pinazo, que asistía a la reunión, propuso que las guardias establecidas al norte del Salado, fueran trasladadas a la banda sur y colocadas en la laguna de los Camarones (la del Zanjón), los manantiales de Casco (la de Luján) y en laguna del Carpincho (el fuerte de Salto). De las otras cuatro guardias mantenidas por los milicianos "a ración y sin sueldo", proponía dejar solo dos, la de la Matanza (llevándola al arroyo de Las Flores), y la de Las Conchas (trasladada a la Laguna del Trigo).
El 18 de agosto de 1777, se iniciaron las obras, quedando terminadas para noviembre de ese año. A 30 km al sureste del fortín “Navarro” y a 40 km al noroeste del fuerte de “San Miguel del Monte” y a 46 km al oeste de la guardia “Del Juncal”, actualmente en el Cuartel 7º del Partido Lobos.
El 19 de octubre un nuevo malón obligó a converger en Rojas tropas de Salto y Pergamino, que efectuaron sin resultado una entrada de 400 km.
En noviembre numerosas partidas de indios de lanza se concentraron en arroyo Dulce y laguna de Melincué con intención de atacar Areco, Salto y Pergamino. Pese a ser época de cosechas, la población se replegó sobre los fuertes.
Esto último impulsó a Cevallos a su regreso después de expulsar a los portugueses de Colonia del Sacramento a reunir una junta de guerra en la ciudad, para que aconsejara medidas contra los indios. Pinazo formó parte de esta junta, que insistió con su proyecto anterior, pero Ceballos deseaba una solución radical y solicitó a la Corte autorización para preparar una ofensiva general sobre toda la extensión de la frontera con un ejército de 10 o 12 mil hombres que reuniría las milicias de las provincias de Buenos Aires, Córdoba, San Luis, Mendoza y algunos de Santiago del Estero.
En julio de 1778 una epidemia de viruela asoló la campaña de Buenos Aires. Para esa época sobre una población total de 12925 habitantes en la campaña (la población de la ciudad dos años después era de 27131 habitantes), sólo 268 personas habitaban los fuertes y fortines a lo largo de la frontera de Buenos Aires.

## Línea de fortines de 1779 (Vértiz)
La autorización real para llevar la ofensiva propuesta por Cevallos llegó en 1778, en momentos en que Juan José de Vértiz y Salcedo (1778-1784), tomaba a su cargo el Virreinato. Una nueva junta de guerra que integraba Pinazo se opuso al proyecto de Cevallos arguyendo la imposibilidad de levantar y mantener un ejército tan numeroso y volviendo a proponer el traslado de las guardias al sur del Salado.
Antes de decidir, Vértiz encargó al teniente coronel Francisco Betbezé realizar un reconocimiento de los lugares que ocupaban los fortines y de las zonas señaladas para el traslado.
Betzabé, acompañado por Juan Joseph de Sarmiento, Nicolás de la Quintana y Pedro Nicolás Escribano inició su expedición al otro lado del Salado en el Fuerte de Salto. El 12 de abril de 1779 presentó su informe aconsejando dejar en su lugar los fuertes y fortines en razón de que había todavía mucho campo sin cultivar a su retaguardia de la línea de frontera lo que no justificaba un avance y concluía por recomendar que "Si se determinare (como lo creo importante útil y conveniente y aun necesario por ahora) subsistan las guardias de la frontera donde actualmente se hallan, o inmediaciones que dejó insinuadas, gradúo indispensable construir un reducto junto a la laguna de los Ranchos entre el Zanjón o Vitel y el Monte; regularizar la mayor parte de los fuertes, que están en disposiciones despreciables, y construir algunos a las inmediaciones indicadas de los que se hayan de mudar; de forma que los de Vitel, Monte, Luján, Salto y Rojas, sean guardias principales y residencias o cuarteles de cinco indispensables compañías de blandengues, y el proyectado en los Ranchos con los de Lobos, Navarro y Areco, sirvan de fortines con una pequeña guarnición, para estrechar las avenidas y facilitar el diario reconocimiento del campo comprendido en el cordón y su respectivo frente".
El 1 de junio de 1779 Vértiz dio su aprobación al proyecto, variando solo el lugar de traslado del Zanjón al elegir en vez de la laguna de Vitel la de Chascomús. Cada una de las cinco compañías de blandengues constaría de solo 54 soldados. 
En 1779 el Virrey Vertiz, ordena que se ponga en situación de defensa al fortín para lo cual envía materiales, y el 21 de agosto de 1779, el sargento de artillería Pedro José Rodríguez, deja concluido en sus primeras partes el fortín "San Pedro de los Lobos", siendo el teniente Bernardo Serrano quien diera fin a la obra pocos días después.
Se dice que se coloca el nombre de Lobos en virtud de la cantidad de nutrias que poblaban la laguna en aquellos tiempos, las que eran conocidas como "lobos de agua" o "lobos de río", hubo quienes insinuaron que el nombre de Lobos provenía de los perros cimarrones que merodeaban por la zona y su gran parecido que tenían con los lobos.
Estaba ubicado a unos 300 m de la ribera norte de la laguna de Lobos y a 1,5 km al este de la desembocadura del arroyo Las Garzas. Contaba con un efectivo de 16 milicianos relevados mensualmente. A diferencia de los fuertes mayores, el Fortín de Lobos estaba formado por unos cuantos ranchos de barro y paja, sin puertas ni ventanas, rodeado por una defensa de palos a pique. La presencia de los indios se avisoraba desde el mangrullo.
Sin embargo, esta conformación era considerada suficiente. El capitán de navío Félix de Azara tras su reconocimiento de las Guardias y Fortines de la Frontera de 1796 afirmaría: "He visto con no poca admiración, que el que dirigió los actuales los delineó por las reglas de arquitectura militar dictadas por el famoso Vauban, con baluartes y sus flancos arreglados, circundándolos de estacada y foso, gastando en todo mucha plata y tiempo inútilmente. Nuestros enemigos en la frontera no han sido ni pueden ser sino indios de á caballo, armados de bolas y lanza. Esto supuesto, para que la gente esté segura en nuestras guardias fuertes y fortines basta que tengan un cuadrilongo de simple estacada, porque no lo han de romper bolas ni lanzas, mucho menos defendiéndolas con armas de fuego."
En 1779 comenzaron a realizarse las nuevas obras pero en agosto de 1780 una gran invasión indígena del cacique Linco Pagni que alcanzó Chascomús y Luján provocó un inesperado cambio en la política defensiva de la frontera sur del Virreinato. El responsable de proponer un nuevo programa de acción fue Juan José Sardén, Comandante de Fronteras, quien había tenido un destacado desempeño en la frontera norte de Buenos Aires. 
Sardén propuso que la laguna de Los Ranchos fuera también guarnecida con una compañía de blandengues y "aumentar el Cuerpo de Blandengues hasta el número de seiscientos, repartidos por seis Compañías" que se establecerían una en Chascomús, otra en Monte, dos en Luján, una en Salto, y otra en Rojas. Especificaba la composición de dichas unidades e incluso el sueldo de sus integrantes y recomendaba utilizar para su financiamiento el Ramo de Guerra de la ciudad de Buenos Aires y de ser preciso "echar mano del de Cruzadas y Cautivos, como lo hizo el Excelentísimo Señor virrey de Lima en atención que estas tropas hacen continuamente la Guerra contra unos infieles irreconciliables, imposibles de reducirlos al Santo Evangelio". 
El Capitán de navío Félix de Azara en su reconocimiento de las Guardias y Fortines de la Frontera relataría en 1796: "Como los bárbaros recibían continuamente reclutas voluntarias de Chile, se hizo necesario aumentar el número de compañías, y el de sus plazas ó individuos; y para pagarlas, se impuso el ramo de guerra que aprobó el Rey en 7 de septiembre de 1760. También se alteró el plan de defensa, porque de errantes y lanzeros que eran los blandengues, se fijaron en varios puntos, ó guardias, repartidas por la frontera y se armaron como dragones sirviendo en caballos propios. Apenas se hubo entablado esto, cuando los hacendados y el Ilustre Ayuntamiento solicitaron que dichas guardias se avanzasen á determinados puntos ó parages, que se hicieron reconocer, pero los dictámenes ó informes fueron siempre tan varios y opuestos como las pasiones ó modos de pensar de sus autores, y redugeron algunos puestos y adelantaron otros."
La nueva línea de fortificaciones quedó concluida en 1781 y constaba del fuerte de Salto, el Fuerte San José de Luján, el Fuerte San Juan Bautista de Chascomús, el Fuerte de Monte, el fuerte San Francisco de Rojas, el fortín Lobos, el Fortín Nuestra Señora del Pilar de los Ranchos, Fortín Navarro, Fortín San Claudio de Areco, Fortín de las Mercedes y Fortín Melincué. Los fuertes fueron ocupados por los blandengues, y los fortines por 12 milicianos "a ración y sin sueldo", con la misión principal de detectar brechas y avances de exploradores y facilitar la aproximación, comunicación y enlace entre los fuertes, por cuanto se hallaban separados entre 70 y 100 km: esas posiciones debían defender una línea cuya longitud total alcanzaba los 330 km.
El Virrey Vértiz en su Memoria de Gobierno detalla que mandó " que a toda diligencia se acopiasen materiales, albañiles, y se construyesen de nuevo todos los antiguos fuertes, por no hallarse ninguno en estado de defensa, y se aumentasen los que se comprendían en la nueva planta, como se practicó por un método uniforme y sólido con buenas estacadas de Andubay, anchos y profundos fosos, rastrillo y puente levadizo, con baluartes para colocar la artillería y mayor capacidad en sus habitaciones y oficinas, en que comprende un pequeño almacén de pólvora, y otro para depósito de armas y municiones, con terreno suficiente por toda la circunferencia para depositar caballada entre el foso y estacada (…) En cada fuerte mandé poner una compañía de dotación compuesta de un capitán, un teniente, un alférez, un capellán, cuatro sargentos, ocho cabos, dos baqueanos, un tambor, ochenta y cinco plazas de blandengues, su total cien plazas, con uniforme propio para la fatiga del campo, armados con carabina, dos pistolas y espada, con lo que ejercitados de continuo en el fuego así a pie, como a caballo al paso, al trote y galope con subordinación, policía y gobierno interior, a cargo de un comandante subinspector de toda la frontera con dos ayudantes mayores colocados a la derecha, izquierda y centro de ella con una dilatada instrucción, adiciones y órdenes particulares, se ha logrado poner este cuerpo en estado respetable para algo más que indios".
El "Reglamento de las Compañías de Cavallería Provincial de las Fronteras de Buenos Aires, y de las raciones con que debe asistirse a las Milicias y Presidiarios" del 28 de junio de 1779 especificaba los sueldos correspondientes: el capitán	50 pesos mensuales, el alférez 25, el capellán 20, los sargentos 14, los cabos 11, el tambor 10, el baqueano 12 y los soldados sólo 10. Debían subsistir y mantener a su costa el uniforme y los caballos necesarios. Los presos eran usados como trabajadores bajo el régimen carcelario para el arreglo y mejoramiento de los fuertes.
La ración mensual por individuo, según informe del oficial real Martín José de Altolaguirre del 9 de octubre, consistía en bizcochos, yerba, sal yodada, harina, tabaco, carne y leña, por un total de 20,24 pesos.

## Población
Vértiz complementó las medidas estrictamente defensivas con otras destinadas a favorecer el asentamiento de población al abrigo de los fuertes, no ya sobre la base exclusiva de las familias de los soldados sino reuniendo a los vagabundos que recorrían los campos y a los campesinos dispersos en la campaña vecina.
Un bando del 3 de octubre de 1780 ordenó que todos los pobladores se asentaran a distancia de tiro de cañón de los fuertes, con pena de la vida para los que desobedecieran. El 11 de marzo de 1781 dictó una orden general a todos los sargentos mayores de campaña para que continuasen conduciendo a los fuertes a todas las familias que aún habitaran parajes apartados y estuvieran expuestas a las invasiones. Incluía en la orden también a quienes aún sin hallarse en situación de peligro carecieran de residencia fija, a los peones de chacras y estancias, y a los que vagaban por la campaña sin ocupación conocida.
No obstante el crecimiento de Lobos fue al principio más lento que el de otros puntos de la frontera. En 1796 se efectuaron tempranas mensuras en campos «denunciados» con intención de compra por Ramón Urquiola, Tiburcio Espinosa y Francisco Aguilera. A fines del siglo XVIII José Salgado y Pascuala Rivas de Salgado recibieron el usufructo de las tierras distantes dos leguas al norte del fortín, con carácter de donación efectuadas por el Virrey Vértiz, fundando el Pago de Los Lobos el 2 de junio de 1802. El pueblo no tenía entonces más vecinos que la familia Salgado, ya que el resto de la población, compuesta por 141 familias se hallaba dispuesto en chacras y estancias en el resto del Distrito.
El 2 de junio de 1802 Salgado inició los trabajos de un oratorio de paja y barro, bajo la advocación de Nuestra Señora del Carmen, quedando inaugurada la Capilla en junio de 1803 siendo su primer teniente cura, el doctor José García Mirandas. El nuevo curato pertenecía a la Parroquia de Morón. Al instalarse la Capilla, algunas familias comienzan a afincarse junto al camino de las carretas por lo que surge la necesidad de delimitar la traza del Pueblo.
En 1804 Ramón de Urquiola, apoyado por el Cura Párroco José García Miranda, solicitó al Virrey la Traza del Pueblo de San Salvador de Los Lobos y la demarcación de un terreno para el ganado de la Iglesia, lográndose recién en el año 1811 la delimitación del Pueblo de San Salvador de la Guardia del Partido de Lobos.

## Independencia
Tras la Revolución de Mayo la frontera permaneció pacífica.
El 7 de marzo de 1820 el comandante general de la campaña, general Martín Rodríguez, firmó una convención entre la recién creada Provincia de Buenos Aires y los caciques de la frontera del sur, denominada Pacto de Miraflores. En la negociación tuvo participación el estanciero Francisco Hermógenes Ramos Mejía, dueño de la estancia de Miraflores y quedó establecida la frontera en la línea de las estancias al sur del río Salado.
El pacto tendría corta vida. Pocos días después, el 22 de marzo de 1820, en las tolderías del cacique Bolito, frente a la línea de Navarro, se reunían entre 800 y 1000 indios, y el cacique Quinteliu, ayudado por el cacique Pablo, reunía una indiada de 800 a 1000 hombres para invadir Luján, Navarro y Lobos. Ese mismo día tuvieron lugar las primeras incursiones en varias chacras de la frontera. 
Desde las guardias y comandancias de frontera se anunciaban amenazas de malones protagonizados por la jefatura de Pablo, identificado como ranquel.
El 4 de octubre una fuerza de 300 indios efectuaron una incursión en el área de la Guardia de Kaquel Huincul siendo perseguidos por su comandante Ramón Lara, el 21 de noviembre otro malón de 160 indios atacó las chacras y viviendas protegidos por la Guardia de Rojas y el 24 de noviembre mil indios incursionaron en el pago de Monsalvo.
Ya se tenía conocimiento de que los indios convergían sobre Lobos. El comandante del fortín José Pellegrin tenía para entonces plena conciencia de lo que se avecinaba y tras avisar que es inminente la invasión comunica que no son suficientes para resistir los 25 fusiles que le remitieron y que se halla sin municiones, ni piedras de chispa, ni armas blancas.
Por su parte, la Guardia de Kakel Huincul no tenía aún noticias del Comandante y sus hombres y contaba solo con 35 armas para defender el punto de su mando, por lo que no acudieron en auxilio de Lobos. 
El 27 de noviembre partidas indias incursionaron sobre las chacras del Salado a la altura del pago de Monte incendiando cuatro chacras en la frontera de Lobos.
Ese mismo día, los indios cayeron en malón sobre Lobos muriendo 100 personas, incluyendo el comandante del fortín. Entre las tropas que salieron tarde e infructuosamente en persecución se encontraban partidas al mando de Juan Manuel de Rosas.
Las tres campañas efectuadas por Martín Rodríguez entre 1820 y 1824 como represalia tuvieron poco efecto. Muchos de los cautivos recién serían rescatados en la Campaña de Rosas al Desierto de 1833.
El último de los grandes malones que atacó Lobos fue el malón de 1823. El progresivo alejamiento de la frontera disminuyó el peligro y consiguientemente la importancia de Lobos como punto defensivo.
En cuanto al fortín de Lobos nunca fue reconstruido y para 1822 sólo quedaban ruinas como dejó registrado Pedro Andrés García en su Diario de la Expedición de 1822 a los Campos del Sur.